# Kremlin
Pour les articles homonymes, voir Kremlin (homonymie).

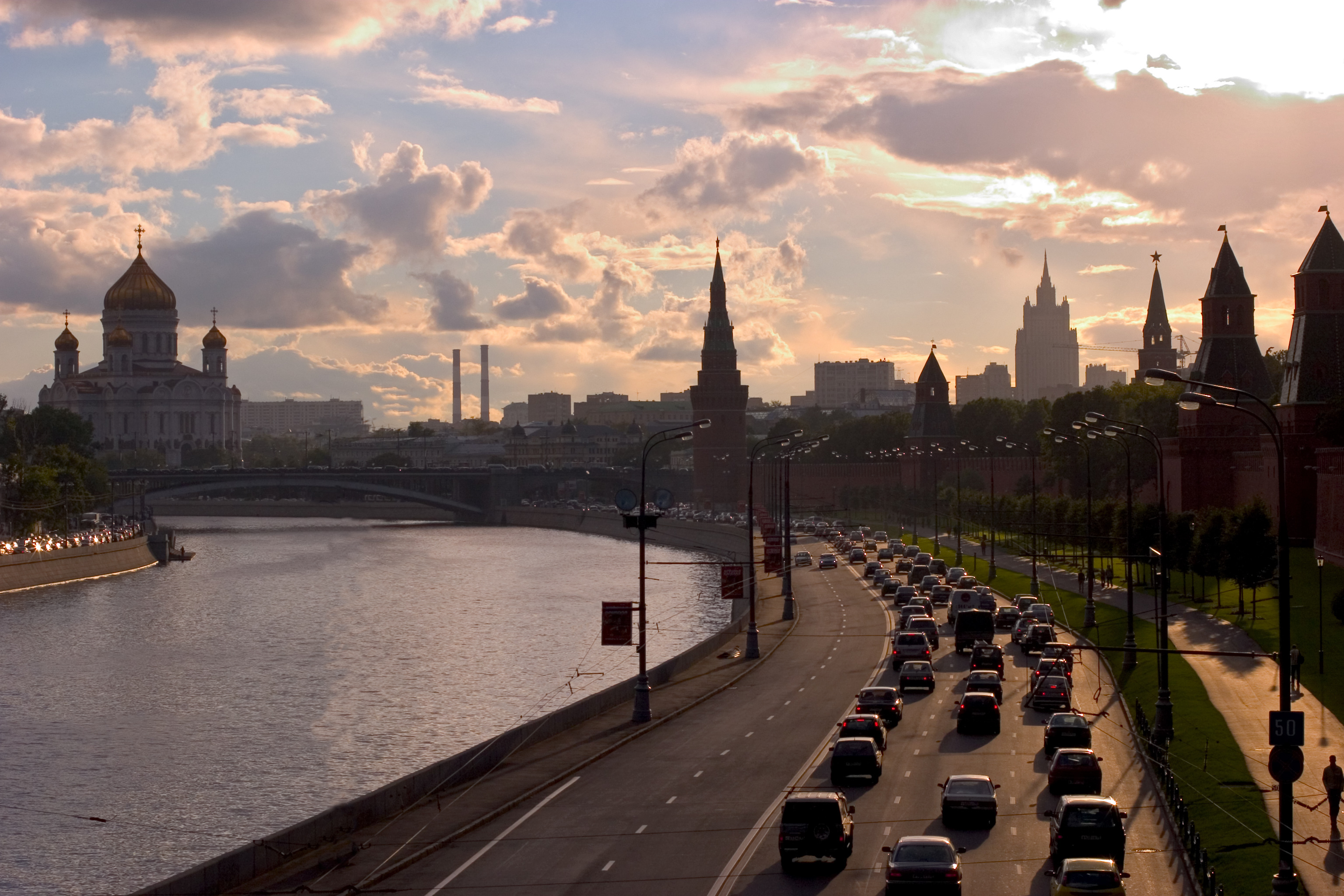
Panorama du quai du Kremlin à Moscou, avec la silhouette de la cathédrale du Christ-Sauveur (à gauche)

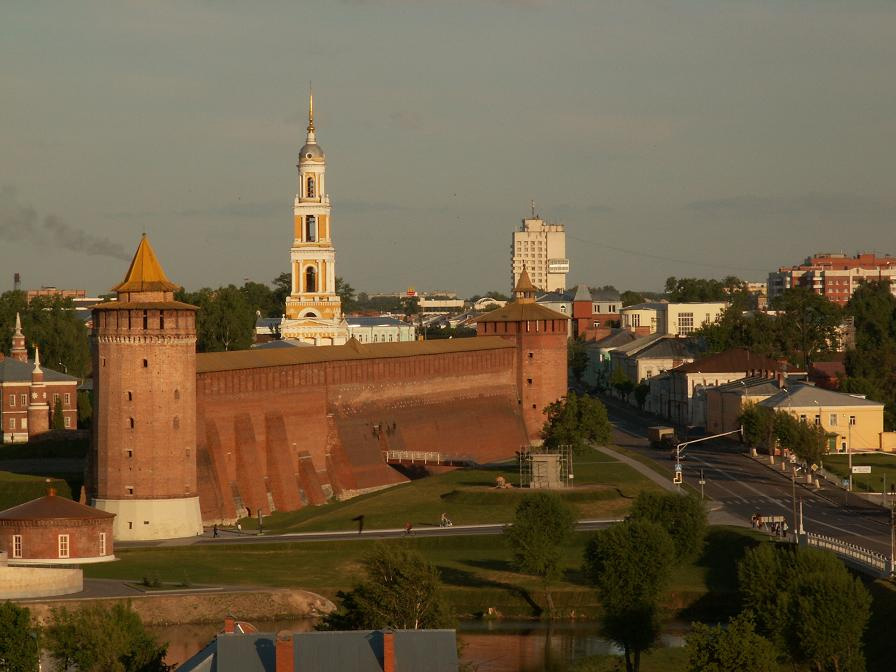
Le kremlin de Kolomna (1525-1531).

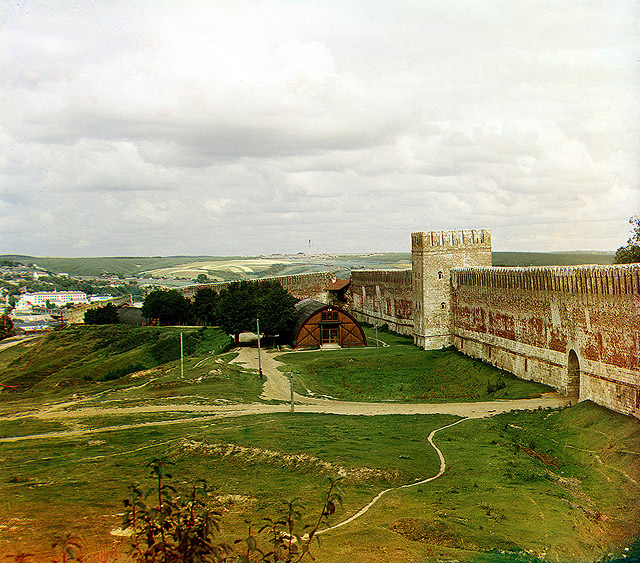
Mur du kremlin de Smolensk du XVIe siècle.

Un kremlin (en russe : кремль, kreml) est un ensemble de fortifications des villes de l'ancienne Russie. Les kremlins, abritant à la fois les infrastructures militaires, les centres de pouvoir et les lieux de culte, avaient une dimension défensive, spirituelle et politique.
Les villes anciennes ont chacune leur kremlin, comme celui de Novgorod ou celui de Kazan. Celui de Moscou est depuis plusieurs siècles le centre du pouvoir russe, y compris pendant la période soviétique.

## Origine du mot «Kremlin»
Originellement, les fortifications intérieures des villes russes portaient différents noms : grad, krom, kremnik... Jusqu'au XIVe siècle, les kremlins étaient désignés par le mot detinets (russe : детинец), qui vient du mot enfant (russe : дитя, ditia), car les guerriers au service du prince, qui vivaient là, étaient surnommé les enfants; ce mot est toujours employé dans certaines langues slaves.
Le mot kremlin n'apparaît qu'à partir de 1317, et serait dérivé du mot kremnevka, qui désigne les arbres dont on se servait pour construire les fortifications[réf. souhaitée].

## Description
Les kremlins sont les fortifications de certaines villes de l'ancienne Russie, comportant habituellement des tours et des murailles percées de meurtrières. Dans de nombreux cas, les villages à proximité, ou posad, se situant à l'extérieur du kremlin, étaient protégés par d'autres fortifications; le kremlin représente donc la citadelle de la ville. Dans l'ancienne Rus', seuls les foyers de peuplement dotés d'une telle fortification étaient considérées comme des villes.
Certaines fortifications sont parfois appelées à tort kremlin (comme la forteresse d'Oreshek (ru), Kinguissepp, ou la forteresse d'Ivangorod (ru)), parce qu'au moment de leur construction, elles ne constituaient pas les fortifications d'une ville mais des avant-postes militaires; certains monastères ont aussi été qualifiés de kremlin, comme Solovetski. L'appellation kremlin est controversée : la forteresse Alexandrov, résidence d'Ivan le Terrible est souvent appelée « kremlin », les palais fortifiés d'éparques ont parfois reçu ce nom, comme le Kremlin de Rostov ou le kremlin de Vologda.
Des fortifications supplémentaires ont souvent été érigées au-delà des kremlins; il ne s'agissait pas uniquement de palissades autour des posad, mais de murailles solides. Ainsi, comme c'est le cas pour Kitaï-gorod, Bely Gorod et Zemlyanoy Gorod, il arriva que la qualité de ces enceintes surpasse celles du kremlin, au point qu'elles remplacent le rôle protecteur de ce dernier. Les enceintes extérieures de Smolensk, qui entouraient au XVIe siècle la citadelle et ses faubourgs, ont même pris la place de l'ancien kremlin, puisqu'elles sont aujourd'hui appelées kremlin de Smolensk (ru). De même, le grand kremlin de pierre de la ville basse de Viazma, de 1632, intègre un territoire beaucoup plus vaste que celui de la haute ville, alors entouré de fortifications de bois.

## Kremlins de laRus' de Kiev

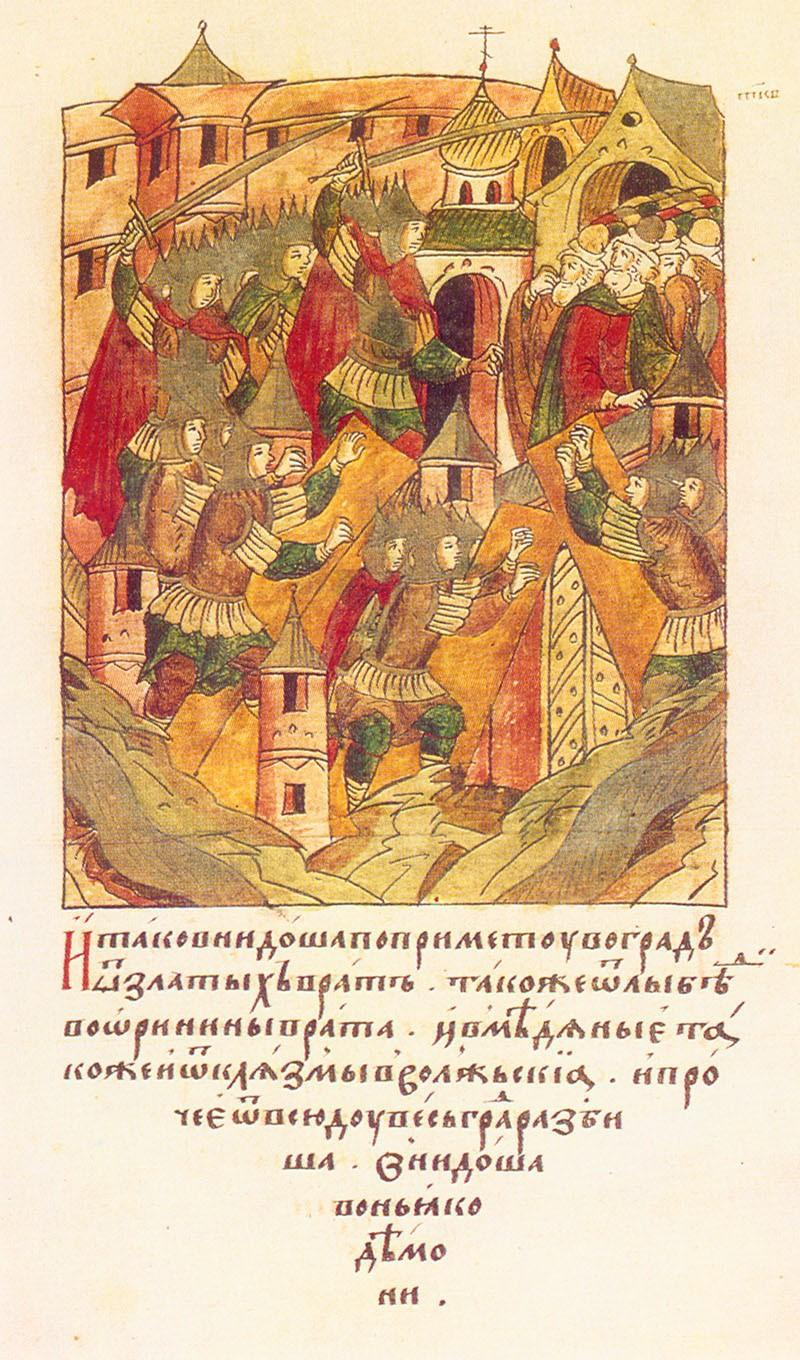
Prise de Vladimir par les Mongols. Miniature issue des annales russes.

Dès le IXe siècle, les Slaves ont commencé à construire des fortifications pour protéger leurs terres de leurs ennemis, ce qui est à l'origine du mot Garðaríki pour désigner les royaumes slaves[réf. souhaitée].
De nombreux kremlins ont été construits par toute la Rus' de Kiev : environ de 400 villes et villages ont ainsi été fortifiés[réf. souhaitée]; il ne reste de nos jours, pour la plupart d'entre eux, que des remblais de terre circulaires sur lesquels se dressaient autrefois les fortifications. Le matériau le plus utilisé à cette époque était le bois, abondant et permettant une construction rapide. 
La forteresse de Lyubshansk (ru) près de Staraïa Ladoga, l'une des premières forteresses en pierre et en bois connues, a été construite au VIIIe siècle. Des tours, portes et pans de murs de pierres isolés, vestiges de forteresses bois-pierre, attestent de la diffusion de ce mode de construction; c'est le cas de la Porte dorée à Kiev, et de la porte du même nom à Vladimir.
Un type particulier de kremlin fait ensuite son apparition sous l'influence de l'architecture polonaise et hongroise à l'Ouest et au Sud-Ouest de la Rus'. La caractéristique de ces kremlins est la présence au milieu des remparts et des tours en bois d'un haut donjon de pierres appelé vieja (russe : Вежа), situé habituellement à proximité des parties les plus faibles du kremlin, et qui pouvait servir de tour de guet. C'est notamment le cas à Kamianets.
Les structures les plus importantes de la ville, comme les églises, les dépôts d'armes, les ateliers et les bâtiments administratifs, se situaient dans le kremlin. L'emplacement typique du kremlin est une colline à proximité d'une rivière et d'autres obstacles naturels.
Pendant l'invasion mongole de la Rus', beaucoup de kremlins de bois ou de bois et de pierres furent pris et brûlés par les Mongols (c'est le cas de Kozelsk et de Riazan). Le joug tatar a alors figé le développement architectural des kremlins pendant un siècle et demi.
La tradition de construction de kremlins n'a été préservée que sur les territoires de Novgorod et de Pskov, qui n'avaient pas subi l'invasion mongole. S'y construisirent non seulement des kremlins (notamment à Porkhov et Izborsk), mais également, fait nouveau en Rus', des forteresses, qui ne constituaient plus les défenses de villes, mais des postes militaires (comme à Koporie, Oreshek, Kinguissepp et Korela). La forteresse la plus sure de Rus' était le Krom de Pskov, qui avait résisté à un nombre inégalé de sièges.

## Kremlins de Russie
Le terme « kremlin » (ou kremnik) est évoqué pour la première fois dans les annales en 1317[réf. souhaitée] pour désigner le kremlin en bois de Tver.
Des kremlins ont été construits par tout le tsarat de Russie, de l'extrême-orient aux frontières de la Suède. Une grande partie d'entre eux se trouvaient dans le Sud, où ils renforçaient la ligne de défense contre les Tatars de Crimée. Les kremlins sont érigés en bois, ce qui contribue à la rapidité de leur apparition : en 1638, les murs de l'ostrog et de la ville de Mtsensk, d'une longueur totale de plus de 3 km flanqués de 13 tours, et comprenant un pont d'une centaine de mètres sur la rivière Zousha (ru), ont été édifiés en 20 jours. De même, au cours d'une expédition contre Kazan au printemps 1551, les principaux bâtiments et les murailles (totalisant une longueur de 2,5 km) de la ville de Sviajsk ont été construites en moins d'un mois.
Un symbole de la renaissance des kremlins est la reconstruction du kremlin de Moscou en 1367 sous le règne de Dimitri Ier Donskoï. Par la suite, de nombreux kremlins ont été reconstruits ou renforcés, comme celui de Nijni Novgorod en 1374, auquel la tour de pierres « Dmitrovskaya » a été ajoutée pour renforcer les fortifications de bois. Sous le règne d'Ivan III, le kremlin de Moscou a été reconstruit en briques.
Aux XVIe siècle et XVIIe siècle, 30 forteresses de pierres ont été construites dans le tsarat de Russie, et ce développement se poursuit jusqu'au XVIIIe siècle ; le dernier kremlin de pierres à avoir été construit est celui de Tobolsk de 1699 à 1717 ; c'est également le kremlin le plus à l'Est de Russie.

## DuXVIIIesiècleauXXIesiècle

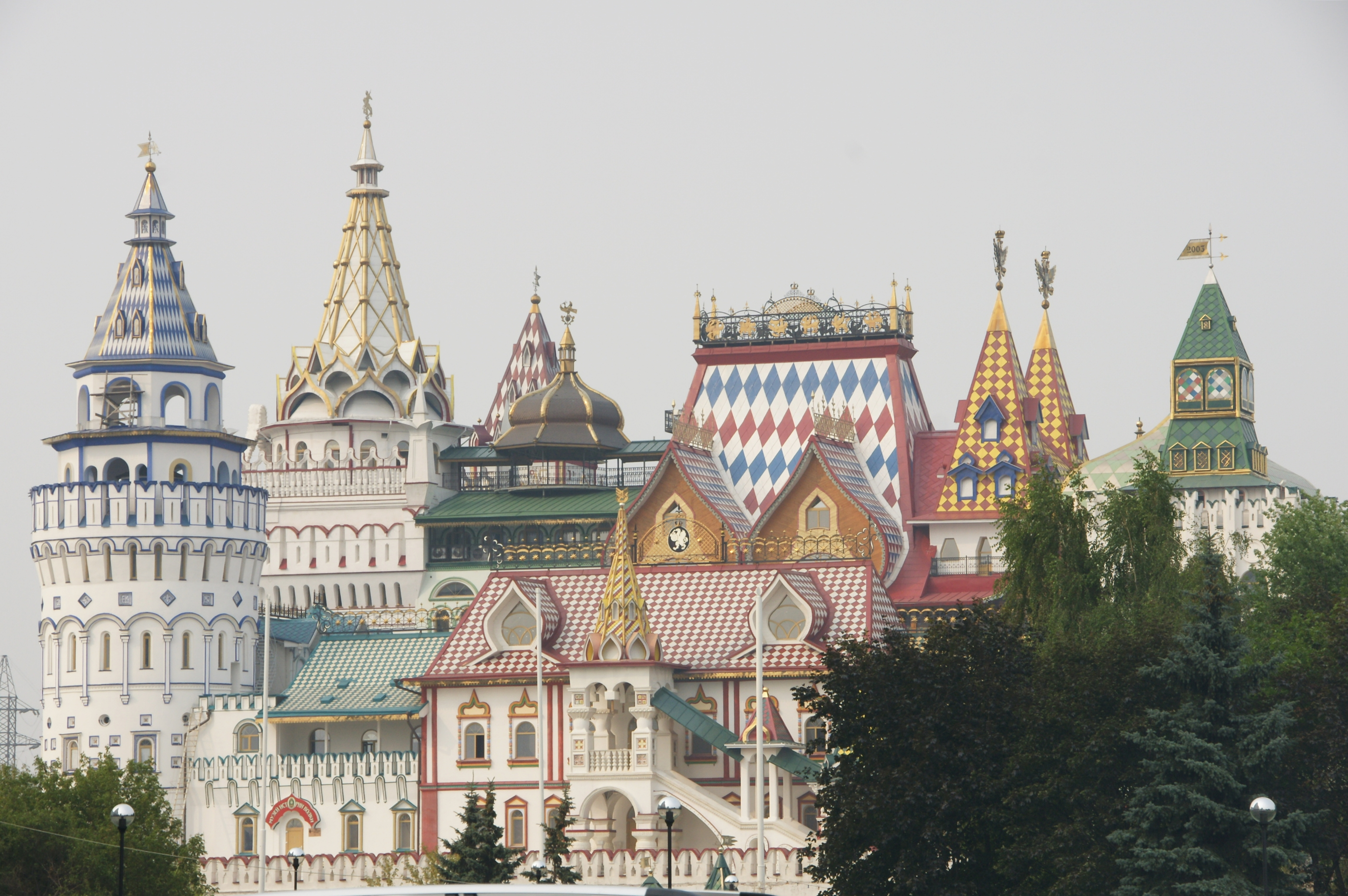
Kremlin d'Izmaïlovo

Du XVIIIe siècle au XIXe siècle, les kremlins perdirent leur importance militaire, et beaucoup d'entre eux furent démantelés, en particulier les kremlins en bois (à l'exception de certains ostrogs (ru) au-delà de l'Oural).
Certains kremlins de pierres ont presque été entièrement démantelés, comme le kremlin de Mojaïsk, de Viazma, de Iaroslavl, et de Serpoukhov (la destruction de ce dernier est en partie due à l'utilisation de ses matériaux pour la construction du métro de Moscou en 1934). Le kremlin de Smolensk a été en partie détruit par les Français en 1812 et par les Allemands en 1940.
Certains kremlins ont été en partie restaurés au XXe siècle (quelques tours du kremlin de Moscou et de celui de Smolensk.
Le kremlin de Moscou, celui de Kazan, celui de Souzdal et le detinets de Novgorod ont été inscrits au patrimoine mondial de l'UNESCO.

### Imitations contemporaines
- En 2007, le centre culturel et de divertissement « kremlin d'Izmaïlovo » (ru) a été construit à Moscou.
- En 2010, le kremlin Tsarevokokshaïsk a été construit à Iochkar-Ola.

## Liste non exhaustive des kremlins existant
On retrouve des kremlins sur le territoire de l'ancienne Rus', en Biélorussie, en Ukraine et en Pologne[réf. nécessaire], mais les kremlins sont une spécificité russe.

### Kremlins en pierres
| Nom                          | Illustration | État de conservation                                                                       | Remarque |
| ---------------------------- | ------------ | ------------------------------------------------------------------------------------------ | --- |
| Kremlin d'Astrakhan          |              | Bien conservé (7 tours sur 8)                                                              | Transféré depuis une ville conquise par Ivan le Terrible après sa conquête du Khanat d'Astrakhan en 1556. |
| Kremlin de Vologda           |              | En partie conservé                                                                         | 21 tours sur 22 ont été détruites. Il reste la cour de l'archéparque, un château d'eau, quelques remblais de terre et des douves. |
| Kremlin de Gdov              |              | En partie conservé                                                                         | |
| Kremlin de Zaraïsk           |              | Bien conservé                                                                              | Plus petit kremlin de la Russie européenne. Comporte 7 tours. |
| Forteresse d'Izborsk         |              | Bien conservé                                                                              | |
| Kremlin de Kazan             |              | Bien conservé (8 tours sur 13)                                                             | Inscrit au Patrimoine mondial en 2000. Construit sur ordre d'Ivan le Terrible après sa conquête de Kazan en 1552. |
| Kremlin de Kolomna           |              | En partie conservé : initialement doté de 17 tours, seules 6 ont échappé à la destruction. | Sauvé d'un démantèlement complet par oukase de Nicolas Ier. |
| Kremlin de Mojaïsk           |              | Restent des fragments insignifiants                                                        | La cathédrale de Novo-Nikolsk a été construite sur les restes de la porte de Nikolsk. |
| Kremlin de Moscou            |              | Bien conservé                                                                              | Inscrit au Patrimoine mondial en 1990. |
| Kremlin de Nijni Novgorod    |              | Bien conservé (12 tours sur 13; la 13e a été restaurée au XXIe siècle.)                    | Construit au XVIe siècle. |
| Kremlin de Novgorod          |              | Bien conservé (9 tours sur 12). Restauré entre 1950 et 1960.                               | Appelé detinets jusqu'au XIVe siècle. Inscrit au Patrimoine mondial en 1992. |
| Kremlin de Porkhov           |              | En grande partie conservé                                                                  | L'un des kremlins les plus anciens de Russie. |
| Krom de Pskov                |              | Bien conservé                                                                              | Construit à la suite d'une vision d'Olga de Kiev. Comporte 7 tours. |
| Kremlin de Rostov            |              | Bien conservé                                                                              | Il ne s'agit pas réellement d'un kremlin, mais de la résidence du métropolite Jonas Sysoevitch. |
| Kremlin de Serpoukhov        |              | Restent deux fragments des murailles                                                       | |
| Kremlin de Smolensk          |              | En partie conservé                                                                         | Il ne s'agit pas réellement d'un kremlin, mais à partir du XVIe siècle, c'était la principale défense de la ville. |
| Forteresse de Staraïa Ladoga |              | En partie conservée                                                                        | Il s'agit de la plus ancienne forteresse russe. |
| Kremlin de Tobolsk           |              | En partie conservé                                                                         | Unique forteresse de pierres de Sibérie. |
| Kremlin de Toula             |              | Bien conservé                                                                              | Construit par des architectes italiens. Les variations de styles des murailles seraient dues au fait que plusieurs équipes différentes travaillaient de front à la construction. C'est le seul kremlin à se trouver dans une vallée (ce qui était sans importance puisque les Tatars ne disposaient pas d'artillerie.) |

### Kremlins en bois et en pierres
| Nom                     | Illustration | État de conservation                                     | Remarque                                                      |
| ----------------------- | ------------ | -------------------------------------------------------- | ------------------------------------------------------------- |
| Kremlin de Vladimir     |              | Reste la Porte dorée                                     |                                                               |
| Forteresse de Viazma    |              | Reste une tour                                           |                                                               |
| Detinets (ru) de Hrodna |              | Reste la butte uniquement                                | Au XIVe siècle, un château lituanien a été édifié par-dessus. |
| Tour de Kamyanyets      |              | Reste uniquement la tour (Vieja)                         |                                                               |
| Detinets de Kiev        |              | Reste uniquement la Porte Dorée, qui a été reconstruite. |                                                               |
| Kremlin de Syzran (en)  |              | Reste uniquement la tour Spasskaya Bashnia de 1683.      |                                                               |

D'autres fortifications de pierres et bois peuvent être citées, dont il reste peu de choses :
- Le detinets de Kostroma, dont il ne reste que des remblais;
- Le kremlin de Tver, qui a totalement disparu.

### Kremlins en bois
Il ne reste rien de la majeure partie des kremlins en bois ; quelquefois, des traces subsistent, comme des remblais. Pour d'autres, de nouvelles structures ont remplacé les anciennes fortifications. Parmi ces dernières, on peut citer :
- le kremlin d'Aleksandrov, sur lequel a été construit au XVIIIe siècle le Monastère de la Dormition d'Alexandrov ;
- le kremlin de Velikié Louki, sur lequel a été construit au XVIIIe siècle un bastion.

Restes et ruines :
- kremlin d'Irkoutsk, dont une des tours est devenue l'église Spasskaya (ru) ;
- kremlin de Ryurikovo, non loin de Novgorod, dont il reste une église en ruines ;
- kremlin de Iaroslavl, dont il reste deux tours, et ont les murs ont été intégrés au Monastère de la Transfiguration du Sauveur.

## Kremlins dans la philatélie

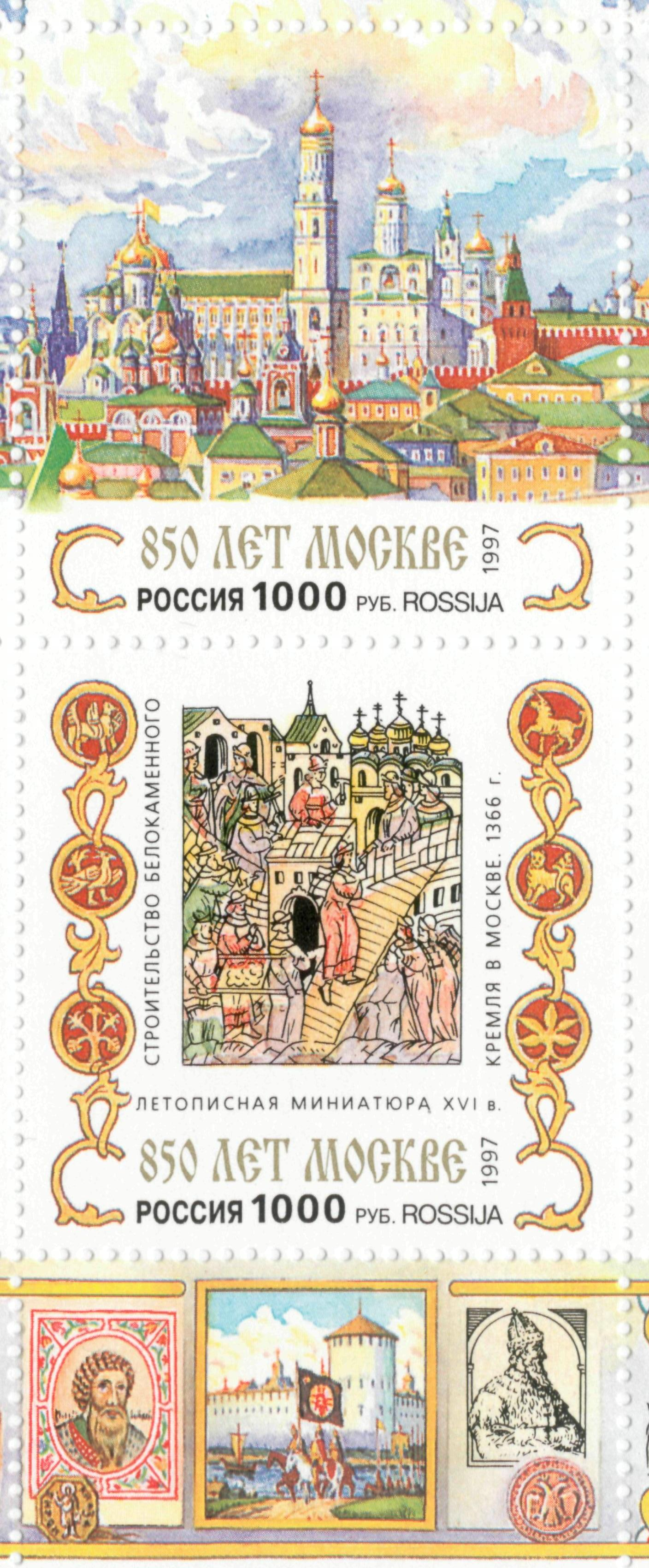
Construction du Kremlin de pierres blanches à Moscou en 1366. Timbre poste de 1997 selon une miniature du XVI.

En 2009, la Poste russe a émis 12 timbres à partir d'illustrations de kremlins bien conservés :

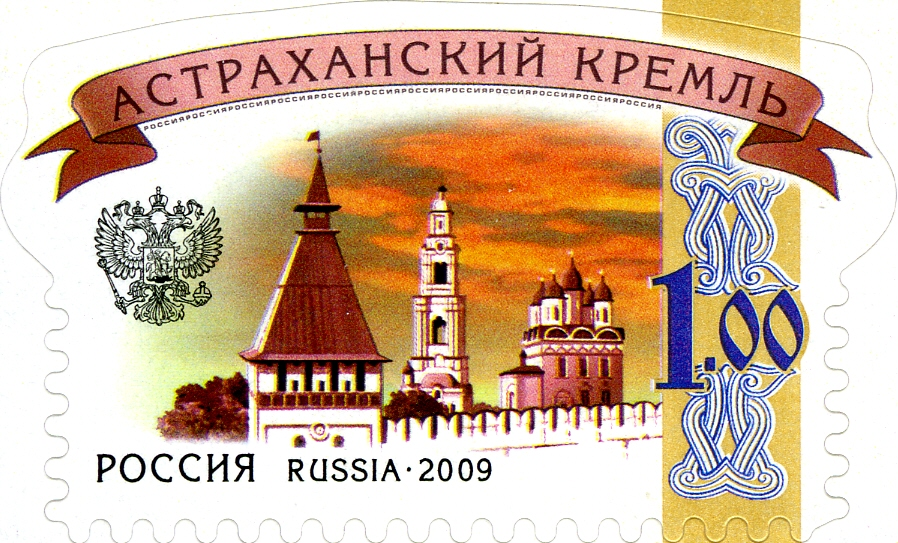
Kremlin d'Astrakhan
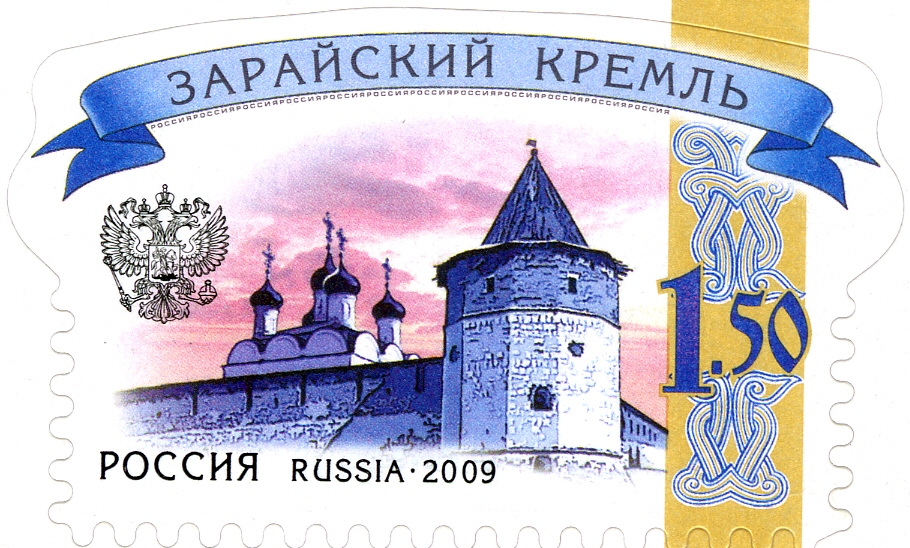
Kremlin de Zaraïsk
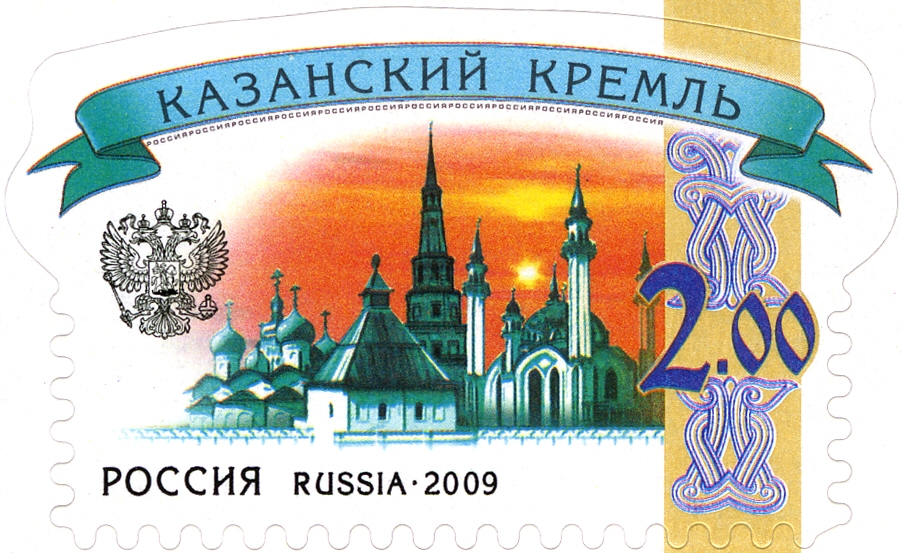
Kremlin de Kazan
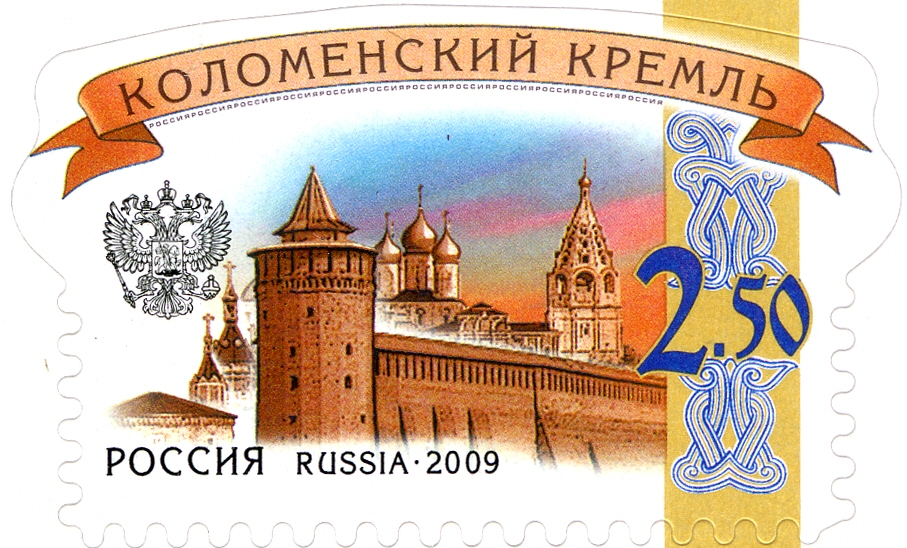
Kremlin de Kolomna
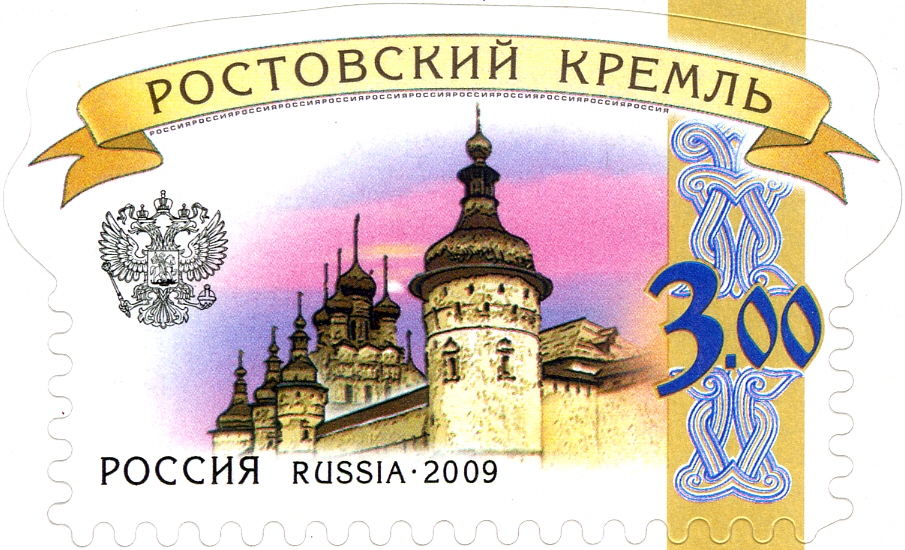
Kremlin de Rostov
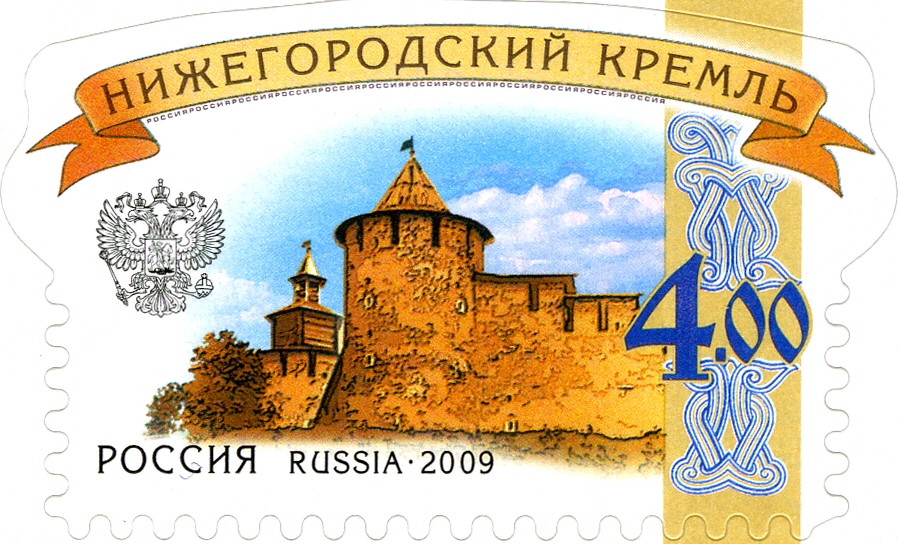
Kremlin de Nijni Novgorod
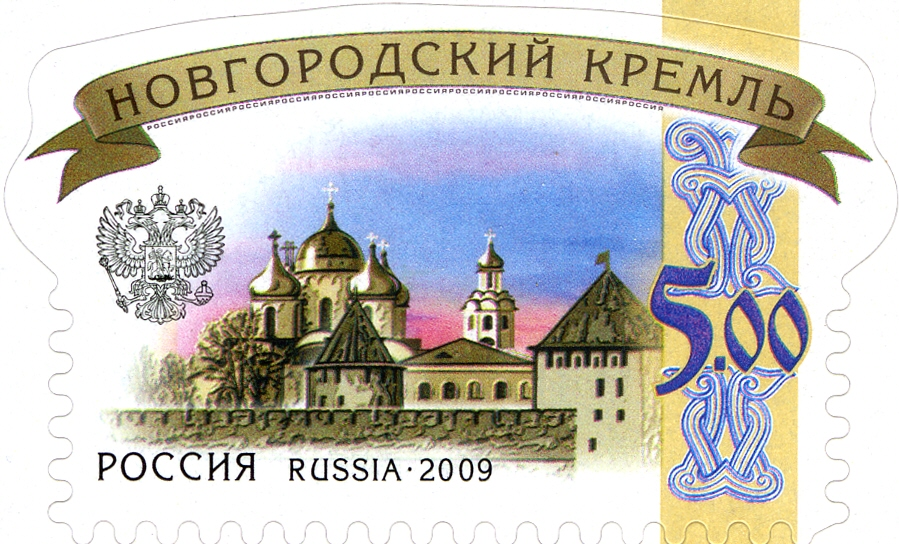
Kremlin de Veliky Novgorod
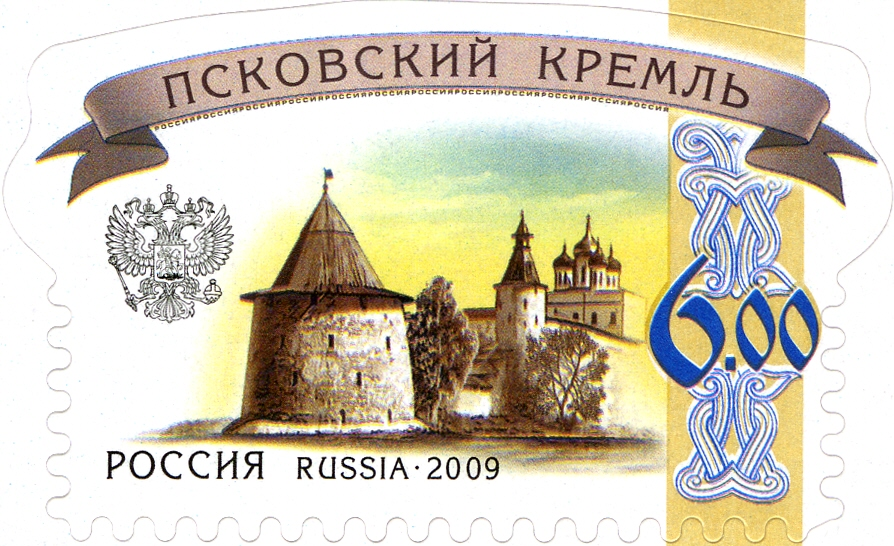
Krom de Pskov
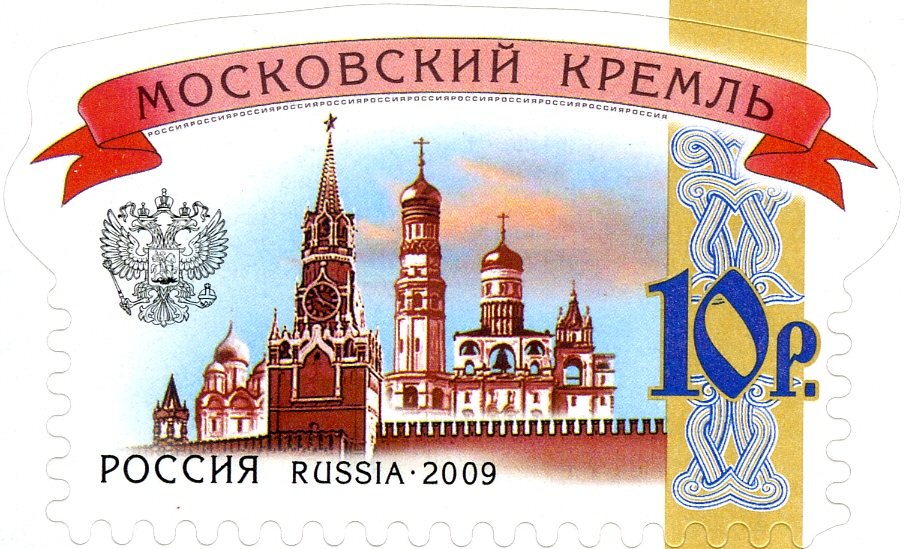
Kremlin de Moscou
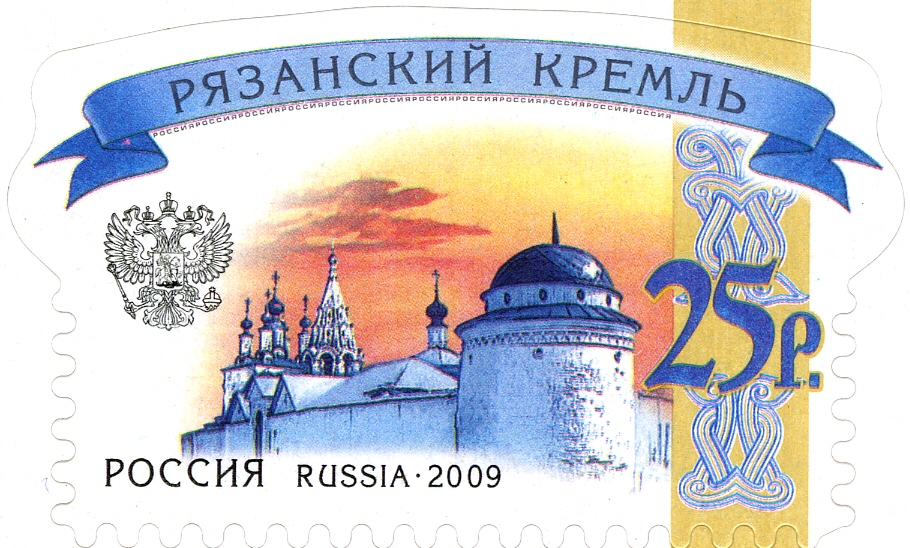
Kremlin de Riazan
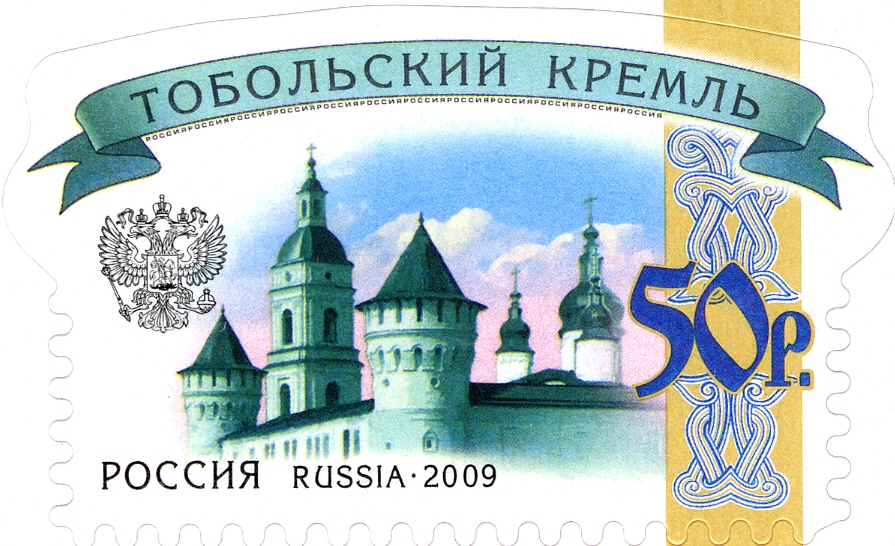
Kremlin de Tobolsk
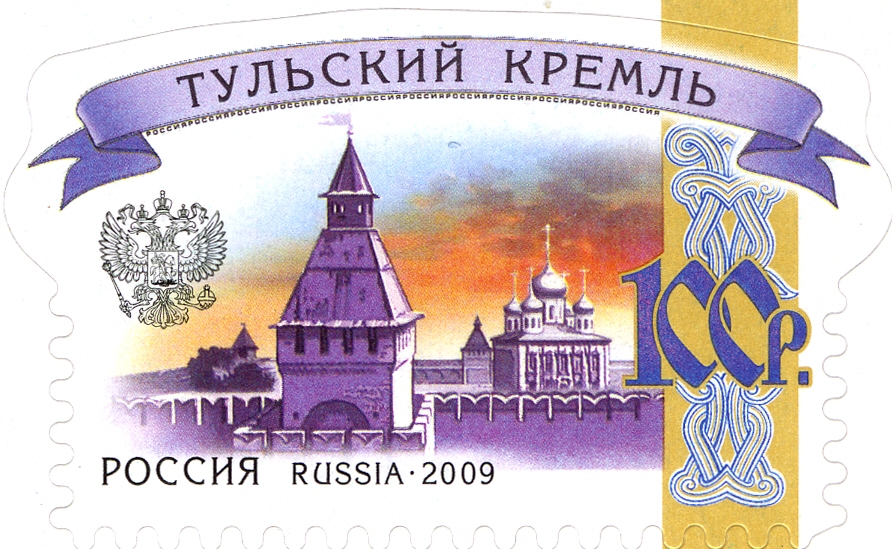
Kremlin de Toula